# Barleria pulchra
Barleria pulchra är en akantusväxtart som beskrevs av Gustav Lindau. Barleria pulchra ingår i släktet Barleria och familjen akantusväxter. Inga underarter finns listade i Catalogue of Life.